# Polsat Café
Polsat Café – kanał tematyczny Telewizji Polsat skierowany głównie do kobiet, dostępny na platformach Polsat Box i Platforma Canal+ oraz sieciach kablowych, który zastąpił stację Polsat Zdrowie i Uroda, nadającą od 1 sierpnia 2004 do 5 października 2008.

## Historia
Polsat Café ruszył 6 października 2008 (wraz ze startem Polsat Play). Jego dyrektorką jest Jolanta Borowiec. Kanał jest kodowany, dostępny na platformie Polsat Box, Platforma Canal+ i w sieciach kablowych. Ramówka stacji składa się z programów polskich i zagranicznych. Konkurencyjnymi kanałami dla stacji są TVN Style, BBC Lifestyle, TLC. Od 28 października 2016 roku stacja jest dostępna w przekazie satelitarnym tylko w jakości HDTV.
6 kwietnia 2020 r. Polsat Café zmienił swój logotyp oraz oprawę graficzną wraz z sąsiednimi kanałami Polsatu
30 sierpnia 2021 r. Polsat Café zmienił swój logotyp i oprawę graficzną wraz z sąsiednimi kanałami Polsatu
Do 28 sierpnia 2011 r. Kanał nadawał w godzinach 6.45-2.00. Od 29 sierpnia 2011 r. do 26 sierpnia 2012 r. Kanał nadawał w godzinach 6.45-3.00. Od 27 sierpnia 2012 r. do 25 lutego 2013 r. Kanał nadawał w godzinach 7.00-3.00. Od 26 lutego 2013 r. Kanał nadaje 24-godziny na dobę

## Programy
- Baby Room – Dorota Chotecka wprowadza w tajniki aranżacji pokoi dziecięcych
- Bogaty dom – biedny dom
- Na zdrowie – Grażyna Wolszczak pokazuje, jak prowadzić zdrowy styl życia
- Zoom na miasto
- Cafeteria
- Metamorfozy Fashion Cafe – Agnieszka Maciąg pokazuje, jak bez skomplikowanych zabiegów kosmetycznych wyeksponować swoje atuty
- Zaskocz bliskich
- Wpadki gwiazd – magazyn lajfstajlowy o małych i większych wpadkach gwiazd z pierwszych stron kolorowych pism
- Demakijaż
- Kolacja w Ciemno
- WySPA – Ewa Wachowicz w roli przewodnika po ośrodkach SPA
- Randka z nieznajomym
- Odyseja życia – sugestywne przedstawienie kolejnych faz rozwoju płodu aż do chwili narodzin
- Jacyków w Twojej szafie
- Grunt to rodzinka
- Nieznośne nastolatki – reality show dotyczące wychowania trudnej młodzieży
- Zdrowie na widelcu
- Best-Ja/Ja-Best – czołówka najprzystojniejszych polskich mężczyzn w nieznanej dotąd odsłonie
- W obiektywie Justyny Steczkowskiej – Justyna Steczkowska w roli fotografa pokazuje, jak wydobyć i pokazać na zdjęciach kobiece piękno
- Po drugiej stronie lustra
- Jem i chudnę
- Niebezpieczne kobiety – silne kobiety z charakterem podejmują zawody do tej pory zarezerwowane dla mężczyzn
- Uciekające panny młode
- Bolączki sławnych ludzi – cykl filmów biograficznych przedstawiających problemy osobiste sławnych ludzi
- Proza życia
- Mała czarna
- Shopping Queens. Królowe zakupów – program o kupowaniu ubrań
- Więzienie kobiet
- Bogate dzieciaki bez kasy
- 10 lat młodsza w 10 dni
- Seks na weekend
- Kobieta Cafe
- Shopping Queen
- Zboczone czynności
- Walka o piersi – program medyczny o operacjach piersi
- Cafe w formie
- Gwiazdy bez cenzury
- Jak być młodym?
- Looksus – program przedstawia najbardziej ekskluzywne miejsca w Polsce i snobistyczne gadżety; program prowadzą modelki Lidia Popiel i Edyta Zając
- Gwiazdy na dywaniku – w programie modelki: Agnieszka Martyna, Joanna Horodyńska i Karolina Malinowska oceniają styl ubierania się polskich i zagranicznych gwiazd (premiera 29 marca 2009 r.)
- Nieoczekiwana zmiana
- Się kręci – program prezentujący wydarzenia kulturalno-towarzyskie, prowadzący: Agnieszka Popielewicz, Maciej Dowbor, Maciej Rock i Paulina Sykut
- Aleja Sław
- Sexy mama – program pokazujący możliwość powrotu do formy fizycznej po ciąży i przejścia metamorfozy wyglądu, prowadzący: Katarzyna Cichopek
- Gry małżeńskie – reality show, w którym singielka musi podczas trzech spotkań z mężczyznami rozpoznać kawalera (pozostałych dwóch graczy jest w związku). Jeżeli jej się to uda, wygrywa nagrodę i dzieli ją z kawalerem; jeżeli nie – wygrana należy do wskazanego przez uczestniczkę gracza.
- Randki bez cenzury
- Tajemnice losu

### Seriale
- Zdrady – polski serial paradokumentalny
- Szpital dziecięcy
- Oszukane
- Porody
- Skrzywdzone
- Oskażone

## Logo
| Data wprowadzenia   | Opis | Ilustracja |
| ------------------- | --- | ---------- |
| 6 października 2008 | Logo stacji podobne jest do loga Polsatu; dolny pasek jest szary, górny ciemnoczerwony (wiśniowy) z białym pisanym napisem „Café”.                                                  |            |
| 6 kwietnia 2020     | Logo podobne do poprzedniego; z tym, że dolny pasek jest czerwony z napisem „POLSAT”, górny ciemnoróżowy z białym pisanym napisem „Café”, który zmienił font i zajmuje górną część. |            |
| 30 sierpnia 2021    | Różowe paski tworzące kulę, pod nią różowy napis polsat café. |            |